# Крајници
Крајници (лат. tonsilla) су скупине лимфног ткива које се налазе испод епитела у устима и ждрелу. Они стварају лимфоците и део су имунског система, а улога им је заштита горњег дела система за дисање од инфекција.
Постоје четири врсте крајника:
- непчани крајник,
- ждрелни крајник,
- језични крајник,
- тубни крајник (лат. tonsilla tubaria).

Сви они чине тзв. Валдејеров лимфатични прстен (лат. annulus lymphaticus Waldeyer). Величина крајника је највећа у дечјем узрасту, а у периоду пубертета почињу полако да атрофирају услед смањења броја лимфних чворова.